# Rika Usami
Rika Usami (em japonês: 宇佐美 里 香, Tókio, 20 de fevereiro de 1986) é uma karateca japonesa. É conhecida por ter sido campeã mundial de karate em 2012 na categoria kata individual. Ela se aposentou das competições em 2013.

## Principais resultados
| Ano  | Evento                       | Sede             | Prova           | Categoria | Resultado |
| ---- | ---------------------------- | ---------------- | --------------- | --------- | --------- |
| 2010 | Campeonato Mundial de Caratê | Belgrado, Sérvia | Kata individual | Senior    | Bronze    |
| 2012 | Campeonato Mundial de Caratê | Paris, França    | Kata individual | Senior    | Ouro      |